# Jonas Kocher
 (décembre 2021).
Jonas Kocher est un musicien et compositeur né à Nyon (Suisse) en 1977 et ayant grandi dans le canton de Vaud. Il habite à Bienne (Suisse) depuis la fin des années 1990.

## Biographie
Compositeur, et accordéoniste, Jonas Kocher suit ses études musicales à la Haute école des arts de Berne entre 1996 et 2004 avec Teodoro Anzellotti, Pierre Sublet et Georges Aperghis notamment. Très vite, il développe un vif intérêt pour toutes les pratiques sonores et scéniques expérimentales ce qui va le conduire à explorer le théâtre musical en tant qu'interprète dans des productions de Ruedy Häusermann et Daniel Ott et par la suite la musique électronique au sein du duo BlindeKinder. Dès 2003 il crée ses propres pièces de théâtre musical, diverses performances sonores et se consacre à la composition et à l'improvisation libre. Dès 2006 il va collaborer étroitement avec l'Association Rue du Nord (Lausanne), cela pendant quelques années.
Dès 2008, il se produit en tant qu'accordéoniste avec des partenaires réguliers ou occasionnels comme Michel Doneda, Jacques Demierre, Axel Dörner, Joke Lanz, Christian Wolfarth, Gaudenz Badrutt, Alfredo Costa Monteiro (trio d'accordéons 300 Basses avec Luca Venitucci), Hans Koch, Burkhard Beins, Ilan Manouach, Andy Guhl ou encore Radu Malfatti. Son activité musicale l'amène à se produire dans toute l'Europe, en Russie, au Japon et aux USA et à collaborer avec des danseurs et des plasticiens.
En tant qu'interprète, il favorise les collaborations avec des musiciens et compositeurs tels que Christian Kesten, Stefan Thut, Antoine Chessex, Chiyoko Szlavnics ou encore Radu Malfatti.
En tant que compositeur, il réalise des œuvres entre théâtre musical, installations et pièces de concert. Il compose occasionnellement pour le Hörspiel, la danse et le théâtre.
En 2005 il reçoit le Prix artistique de la ville de Nyon et en 2010 le prix de reconnaissance de la commission de musique du canton de Berne. Lauréat du Prix Liechti pour les Arts 2020. Ses œuvres ont été jouées à la Biennale de Berne 2010, au Musikfestival Bern 2017 et 2018, au festival Umlaut Berlin, à la Biennale d'art de Thessalonique, au festival des Jardins Musicaux de Cernier, à The Forge London, aux Concerts de Musique Contemporaine à Lausanne, à la Biennale de Zagreb, IGNM Zürich, IGNM Basel, ...

## Œuvres
- 2003 : Bianca K., théâtre musical
- 2004 : Play Along, pour saxophone ténor et bande-son
- 2004 : Les Adieux, performance sonore in situ/théâtre musical
- 2004 : Kopf hoch! pour quatre performeurs et cinq lecteurs de cassettes
- 2005 : Dubbing & Naturjutz, pour ensemble
- 2005 : Harmonie mit schräger Dämpfung und Sopranbimbo, pour ensemble et bande-son
- 2006 : Vallon de l'Ermitage, performance sonore in situ
- 2008 : 3 ombres, pour ensemble (trois compositions destinées à être jouées avec le Pierrot Lunaire A. Schönberg)
- 2009 : Serge, pour ensemble
- 2010 : Frictions, théâtre musical
- 2010 : Promenade à travers une œuvre, performance sonore in situ
- 2010 : Grrrrr!!, pour quatuor à corde (jeunes interprètes)
- 2011 : Agitations (Adagio), pour petit orchestre symphonique (jeunes interprètes) et bande-son
- 2012 : Commedia, pour piano, clarinette, violon, violoncelle et bande-son
- 2013 : Hornussen, performance sonore in situ
- 2013 : Nichi Nichi Kore Ko Nichi, performance sonore
- 2015 : hálos, pour harpe solo
- 2015 : Intervention #2 [pasquart], performance sonore in situ
- 2015 : Intervention #1 [cave12], performance sonore in situ
- 2017 : Irrlicht, pour haut-parleurs et quatre performeurs dans un espace résonnant
- 2017 : Rough, pour dix musiciens - Ensemble Phoenix Basel
- 2018 : Avec Bataille, performance pour sept participants avec casques d'écoute et un musicien improvisateur
- 2018 : HOME (Münstergasse 37), performance sonore in situ pour 4 musiciens et 2 comédiens - Ensemble Aabat
- 2019 : Perspectives and echoes, pour six musiciens (percussion, live electronics et quatre instruments) - Studio 6 Belgrade
- 2021 : All Them Takes, pour cinq musiciens amplifiés - Puts Marie
- 2023 : Interstices / Interferences, (co-composition avec Gaudenz Badrut), pour ensemble - Šalter Ensemble
- 2023 : Diffraction (co-composition avec Jacques Demierre, & Axel Dörner), pour ensemble - GGRIL & DDK Trio, Rimouski, CA
- 2024 : Things in Common pour duo - Eva-Maria Karbacher & Dimos Vryzas Biel/Bienne, CH
- 2025 : Pairing pour cinq performeurs - Maulwerker, Berlin DE

## Discographie
- 2006 : BlindeKinder [helfen bauen], avec Raphael Raccuia, CD/Everest records
- 2009 : Materials, CD/Creative Sources
- 2009 : Live at St-Gervais, Ensemble Rue du Nord, CD-r et téléchargement libre/Insubordination
- 2009 : Blank Disc w/Jonas Kocher, avec Srdjan Muc et Robert Roza, CD-r
- 2009 : Müküs, avec Morgane Gallay, Lionel Gafner, Lucien Dubuis, Vincent Membrez et Fred Bürki, CD/Veto records
- 2011 : Udarnik, avec Michel Doneda, Tomaz Grom et Tao G.V. Sambolec, CD/L'Innommable
- 2011 : Action mécanique, avec Michel Doneda, CD/Flexion records
- 2011 : grape skin, avec Michel Doneda et Christophe Schiller, CD/Another Timbre
- 2011 : Solo, CD et téléchargement libre/Insubordination
- 2012 : Sei Ritornelli, 300 Basses (Alfredo Costa Monteiro, Jonas Kocher et Lucas Venitucci), CD/Potlatch
- 2012 : Strategy of behaviour in unexpected situations avec Gaudenz Badrutt, CD et téléchargement libre/Insubordination
- 2012 : Duos 2011 avec H. Koch, P. Bosshard, G. Badrutt, C. Wolfarth, C. Schiller, U. Leimgruber, C. Müller, CD/Flexion records 2012
- 2012 : archive #1, avec Insub meta orchestra, CD et téléchargement libre/Insubordination
- 2012 : D'Incise-Henning-Kocher-Sciss, CD-r et téléchargement libre/Insubordination
- 2013 : Le Belvédère du Rayon Vert avec Michel Doneda, CD/Flexion records
- 2013 : Öcca avec Jacques Demierre, Cyril Bondy et D'Incise, LP/Bocian records
- 2014 : Cinéma Rex avec Gaudenz Badrutt, téléchargement libre/Insubordination
- 2015 : Rotonda avec Gaudenz Badrutt et Ilia Belorukov, CD/Intonema
- 2015 : Koch-Kocher-Badrutt, avec Hans Koch et Gaudenz Badrutt, CD/Bruit
- 2015 : Tria Atoma, 300 Basses (Alfredo Costa Monteiro, Jonas Kocher et Lucas Venitucci), CD/Moving Furniture Records
- 2015 : Skeleton Drafts, avec Ilan Manouach, CD/Bruit-Romvos
- 2016 : Chiyoko Szlavnics ‘During a Lifetime, avec Apartment House, Konus Quartet, Hannes Lingens, CD/Another Timbre
- 2016 : HumaNoise Tutti, avec Erel, Kakaliagou, Marshall, Marwedel, Nabicht, Phillipp, Rodrigues, Schliemann, Souchal, CD/Creative Sources
- 2016 : Jonas Kocher plays Christian Kesten & Stefan Thut, CD/Bruit
- 2016 : Floating piece of space, avec Jacques Demierre et Axel Dörner, LP/label cave12
- 2016 : Kocher-Manouach-Papageorgiou, CD/Bruit
- 2017 :  Spoon Bridge avec Michel Doneda et Christian Wolfarth, Digital download/Bandcamp
- 2018 : Cone of Confusion, avec Jacques Demierre et Axel Dörner, CD/Bruit
- 2020 : oto no kage, avec Radu Malfatti, Klaus Filip, Christian Kobi, CD-r/b-boim records
- 2020 : Archytas Curve, avec Hans Koch, Gaudenz Badrutt, EP/Wider Ear Records
- 2020 : Abstract Musette, avec Joke Lanz, LP/Corvo Records
- 2020 : Flatwise Huddle, avec Gaudenz Badrutt et Andy Guhl e.a. LP/Edizioni Periferia
- 2021 : Perspectives and Echoes // Tautologos III, avec -bRt- group for music creation CD/Bruit
- 2021 : Štiri dela, avec Šalter Ensamble, CD/Sploh-Bruit
- 2022 : Baldrian Quartett, avec Gaudenz Badrutt, Kai Fagaschinski, Christof Kurzmann, CD/Bruit
- 2022 : Stranger Becoming, avec Hans Koch, Frantz Loriot, CD/Bruit
- 2023 : A Right to Silence, avec Jacques Demierre, Axel Dörner (DDK Trio), 3CD's box/Meenna-Ftarri
- 2024 : Tri dela, avec Šalter Ensamble, CD/Sploh-Bruit

## Sources
- Interview avec Guillaume Belhomme, le son du grisli, 2016/02/06
- « Jonas Kocher », sur la base de données des personnalités vaudoises sur la plateforme « Patrinum » de la Bibliothèque cantonale et universitaire de Lausanne.
- Revue & Corrigée #97 – Kasper T.Toeplitz 2013/09, p. 7-10
- 24 Heures - La Côte, 2005/12/12, p. 20
- De l'art helvétique contemporain, Blog 24 heures, Jean-Paul Gavard-Perret, 2013/23/09